# Корфове (Росія)
Корфове (рос. Корфово) — село у Тамбовському районі Амурської області Російської Федерації. Розташоване на території українського історичного та етнічного краю Зелений Клин.
Входить до складу муніципального утворення Куропатинська сільрада. Населення становить 72 особи (2018).

## Історія
Від 4 січня 1926 року належить до новоутвореного Тамбовського району, котрий з 20 березня 1931 був районом часткової українізації, у якому мало бути забезпечено обслуговування українського населення його рідною мовою шляхом створення спеціальних перекладових бюро при виконкомі та господарських організаціях.
З 1932 року село ввійшло до складу новоутвореної Амурської області.
З 1 січня 2006 року входить до складу муніципального утворення Куропатинська сільрада.